# Мур, Дебора
Дебора Мария Луиза Мур (англ. Deborah Maria Luisa Moore; род. 27 октября 1963) — английская актриса, также известная под псевдонимом Дебора Бэрримор (англ. Deborah Barrymore).

## Биография
Родилась 27 октября 1963 года в семье известного английского актёра Роджера Мура (исполнитель роли Джеймса Бонда) и итальянки Луизы Маттиоли. Дочь экранного Бонда также снялась в одной из частей шпионской франшизы — в 2002 году она сыграла стюардессу в фильме «Умри, но не сейчас».

## Фильмография
| Год  |    | Русское название                | Оригинальное название       | Роль                  |
| ---- | -- | ------------------------------- | --------------------------- | --------------------- |
| 1971 | с  | Сыщики-любители экстра-класса   | The Persuaders!             | Дебора                |
| 1987 | ф  | Львиное сердце                  | Lionheart                   | Матильда              |
| 1988 | ф  | Высшая черта                    | Top Line / Alien Terminator | Джун                  |
| 1990 | ф  | В яблочко!                      | Bullseye!                   | Фло Флеминг           |
| 1992 | ф  | В центр солнца                  | Into the Sun                | майор Гуд             |
| 1992 | ф  | Чаплин                          | Chaplin                     | Лита Грей             |
| 1993 | с  | Квантовый скачок                | Quantum Leap                | Клаудия               |
| 2002 | ф  | Умри, но не сейчас              | Die Another Day             | стюардесса            |
| 2006 | ф  | Спровоцированная                | Provoked                    | Джеки                 |
| 2007 | с  | Рим                             | Rome                        | Ауфидия               |
| 2009 | с  | Убийства в Мидсомере            | Midsomer Murders            | Мел                   |
| 2010 | с  | Шерлок                          | Sherlock                    | плачущая женщина      |
| 2017 | ф  | Мы до сих пор воруем по-старому | We Still Steal the Old Way  | Анна-Мария            |
| 2017 | ки | Mass Effect: Andromeda          | Mass Effect: Andromeda      | Благодетель (озвучка) |
| 2021 | с  | Невероятные                     | The Nevers                  | богатая дама          |